# Congkapa

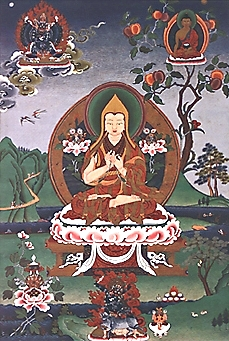
Dzse Congkapa (Tsong-kha-pa) Khedrub Dzse (Mkhas-'grub) ötödik látomásában

Congkapa (wylie: tsong kha pa blo bzang grags pa, angolos átírásban: Tsong-kha-pa; (Congka, 1357 – 1419) tibeti egyházi író, a tibeti buddhizmus reformátora, a Tibetben és Mongóliában századunkig uralkodó gelug (Dge-lugs, azaz „sárgasapkás”) iskola alapítója. Loszang Trakpa (Blo-bzang Grags-pa) szerzetesi néven vagy egyszerűen a Dzse rinpocse (Rje Rin-po-che) néven is ismert.
Több száz kisebb-nagyobb műve a buddhista vallási irodalom legolvasottabb munkái közé számít. Alkotásaiban néha megkapó költői képeket állított vallási céljai szolgálatába. Fő művei Az ösvény fokozatainak terjedelmes magyarázata (Lam-rim chen-mo) illetve "A tantrák terjedelmes magyarázata" (Sngag-rim chen-mo). Közvetlen inspirálója a kadampa (Bka’-gdams-pa) hagyomány, Atísa öröksége volt. Congkapa tanításai alapján a gelug hagyomány két sajátos jellegzetessége:
- a szútra és a tantra egysége
- a vinaja (szerzetesi rendszabály) nyomatékosítása

## Pályája
A tibeti Amdó tartományban született 1357-ben, s világi felszentelését (szanszkrit: upászaka) és a Kunga Nyingpo (Kun-dga’ Snying-po) nevet háromévesen kapta a 4. karmapától, Rolpe Dordzsetől (Rol-pa’i Rdo-rje). Hétévesen kapta meg a novíciusi felszentelést (szanszkrit: srámanera, tibeti: gecül) és a Loszang Drakpa  nevet (Blo-bzang Grags-pa) Csödzse Dhondup Rincsentől (wlie: Chos-rje Don-‘grub Rin-chen). Neki köszönheti, hogy ilyen fiatalon megkaphatta a tibeti buddhizmus három fő haragvó istenségének, Héruka Csakraszamvarának, Hévadzsrának és Jamántakának a beavatásait, és hogy képes volt nagy számú szútra, többek között a Mandzsusrí-náma-szamgítí recitálására. Kiváló ismerője lett a továbbá a vinajának, a viselkedési szabálygyűjteménynek, valamint később Naropa hat jógájának, a kálacsakra tantrának és a híres mahámudrá gyakorlatnak. 24 évesen kapta meg Congkapa a teljes szerzetesi felszentelést (szanszkrit: bhikkhu, tibeti: gelong) a szakja hagyományból.
A tudást keresve Congkapa rengeteget utazott, és az akkor létező összes hagyomány több mint száz tanítójától tanulta a tan minden területét, hozzávéve a dzogcsent is. Tanulmányai mellett hosszas meditációs elvonulásokat tartott. Ismert arról, hogy milliónyi leborulást, mandalafelajánlást és egyéb megtisztulási gyakorlatot végzett. Congkhapának gyakran voltak látomásai meditációs istenségekről, különösen Mandzsusríról, akivel az Írások nehéz pontjainak tisztázásáról közvetlenül tudott kommunikálni.
Kiterjedt ismeretekkel rendelkező tudósként és gyakorlóként nagyon hatékony tanítója volt a Buddha tanításainak, ezért a többi mester és tanítványai között kiemelkedő helyet foglalt el. Tanítói közül sok maga is tanítványává vált, mint Rendawa, Umapa, a nyingma Lhodrak Láma is, akik tisztelték és tanították egymást. Erőteljes befolyása, együttérzése és bölcsessége miatt második Buddhának tekintették.

## Öröksége
Congkapa a kadampa (bka’-gdams-pa) alapjaira építve, a Vinaja és a tudós tevékenység hangsúlyozásával kívánta megalapítani a gelug (dge-lugs-pa) rendet. Szakja (Sa-skya), kadam és drikung kagyü kolostorokban tanult, szedte össze tudását és kapott számos beavatást, és a tibeti buddhizmus egyik legnagyobb tekintélye volt a korban.  Úgy tartják, hogy Sákjamuni Buddha beszélt a Mandzsusrí gyökértantrájának  egy rövid versében arról, hogy Mandzsusrí bódhiszattva formájában el fog jönni.
"Miután elmegyek,

És tiszta tanításom már nem létezik,

Átlagos formában fogsz megjelenni,

Egy Buddha cselekedeteit téve,

És létrehozod az Örömteli Országot, a Nagy Védelmezőt

A Hó Birodalmában."
Jóllehet Congkapa  hatvanévesen, 1419-ben elhunyt, de 18 kötetnyi összegyűjtött tanítást hagyott hátra – ezek közül a legnagyobb terjedelemben a Guhjaszamádzsa tantráról. E tizennyolc kötet több száz címet tartalmaz a buddhista tanítás minden aspektusához, és magyarázatokkal szolgál a szútrajána és a vadzsrajána tanítások legnehezebb témáihoz.
Közülük a legjelentősebbek:
- Lam-rim chen-mo (Az ösvény fokozatainak terjedelmes magyarázata) (The Great Treatise On The Stages Of The Path To Enlightenment)
- Sngag-rim chen-mo (A tantrák terjedelmes magyarázata) (The Great Exposition of Secret Mantra)
- dBu ma rtsa ba'i tshig le'ur byas pa shes rab ces bya ba'i rnam bshad rigs pa'i rgya mtsho (Érvek Óceánja: Nagarjuna Mulamadhyamakakarika című művének magyarázata) (Ocean of Reasoning)
- Drang-nges legs-bshad snying-po (A magyarázó és állító tanítások ékesszólásának esszenciája) (Essence of True Eloquence)
- rTen-'brel bstod-pa (Az oksági láncolat dicsőítése)
- gSang-'dus rim-lnga gsal-sgron (A Guhjaszamádzsa öt fokozatának megvilágítása) (Brilliant Illumination of the Lamp of the Five Stages / A Lamp to Illuminate the Five Stages)
- gSer-phreng (Az aranyfüzér) (Golden Garland of Eloquence)

Ezek az iratok a gelugpa hagyomány tanulmányozásának alapvető forrásai. Congkhapának ezen és további tanításai a modern korig érvényesek maradtak, és védelemként szolgálnak a mahájána és a vadzsrajána buddhizmus félremagyarázásával szemben.
A 14. dalai láma Congkapa munkáinak hitelességét a Buddhapálita művében található jelentéssel egybevágónak nevezte. Congkapa munkáit mélységesként és a hagyományhoz hűként dicsérik, mint ami az átadott tanítások veleje és lényegi tisztázása, ami lényegében a változatlan igazság összefoglalását célozza.

Congkapa alapította meg a Ganden kolostort 1409-ben, ami fő tartózkodási helye is lett. Számos tanítványa volt, akik között a legkiemelkedőbb Gyalcab Dharma Rincsen (1364-1431), Khedrup Gelek Pelzang (1385-1438), Togden Dzsampal Gyaco, Dzsamjang Csodzse, Dzsamcsenpa Sherap Szenge és Gedun Trupa, az első dalai láma (1391-1474). Halála után Congkapa tanításait a Gyalcab Dharma Rinpcsen és Khedrub Gelek Pelszang őrizte. Ezután leszármazását a ganden tripák, a Ganden kolostor apátjai tartották. A jelenlegi a 101. ganden tripa, Khenszur Lungri Namgyal. Miután Congkapa megalapította a Ganden kolostort, Dzsamjang Csödzse megalapította a Drepung kolostort, Csödzse Sakja Jese a Szera kolostort, és az 1. Dalai Láma pedig a Tasilhumpo kolostort. Tibet, de Kína és Mongólia területén is sok gelug kolostort építettek.
A gelugpa hagyomány sok leszármazás-tartója között található Gyalca rinpocse (közismertebb nevén a Dalai láma), a pancsen láma,  Csagkja Dordzse Csang, Ngacsen Köncsok Gyalcen, Kjisö Tulku Tendzin Thrinli, Dzsamjang Sepa, Phurcsok Dzsampa rinpocse, Dzsamjang Deve Dordzse, Takphu rinpocse, Khacsen Jese Gyalcen stb. egymást követő reinkarnációi.
Congkapa alapította az évente megrendezett tibeti Monlam imafesztivált (Smon-lam chen-mo). Az imafesztivál megalapítását a négy nagy tette között tartják számon. Sákjamuni Buddha csodás cselekedeteit ünneplik ekkor.

## Fordításban megjelent művei

### Magyarul
- (Lam-rim chen-mo) A háromféle személy gyakorlásának teljes, valamennyi fokozatot bemutató, megvilágosodáshoz vezető fokozatos ösvénye
- Az Út Három Legfőbb Aspektusa
- A tudat fejlesztésének 27 versszaka

### Angolul
- Life and Teachings of Tsongkhapa, Library of Tibetan Works and Archives, 2006, ISBN 978-8186470442
- The Great Treatise On The Stages Of The Path To Enlightenment Archiválva 2013. december 15-i dátummal a Wayback Machine-ben, Vol. 1, Snow Lion, ISBN 1-55939-152-9
- The Great Treatise On The Stages Of The Path To Enlightenment, Vol. 2, Snow Lion, ISBN 1-55939-168-5
- The Great Treatise On The Stages Of The Path To Enlightenment, Vol. 3, Snow Lion, ISBN 1-55939-166-9
- The Medium Treatise On The Stages Of The Path To Enlightenment – Calm Abiding Section translated in "Balancing The Mind: A Tibetan Buddhist Approach To Refining Attention", Shambhala Publications, 2005, ISBN 978-1-55-939230-3
- The Medium Treatise On The Stages Of The Path To Enlightenment – Insight Section translated in "Life and Teachings of Tsongkhapa", Library of Tibetan Works and Archives, 2006, ISBN 978-8186470442
- Golden Garland of Eloquence – Volume 1 of 4: First Abhisamaya, Jain Pub Co, 2008, ISBN 0-89581-865-5
- Golden Garland of Eloquence – Volume 2 of 4: Second and Third Abhisamayas, Jain Pub Co, 2008, ISBN 0-89581-866-3
- Golden Garland of Eloquence – Volume 3 of 4: Fourth Abhisamaya, Jain Pub Co, 2010, ISBN 0-89581-867-1
- Golden Garland of Eloquence – Volume 4 of 4: Fourth Abhisamaya, Jain Pub Co, 2013, ISBN 978-0-89581-868-3
- Ocean of Reasoning: A Great Commentary on Nagarjuna’s Mulamadhyamakakarika, Oxford University Press, ISBN 0-19-514733-2
- Essence of True Eloquence, translated in The Central Philosophy of Tibet, Princeton University Press, ISBN 0-69102-067-1
- The Fulfillment of All Hopes: Guru Devotion in Tibetan Buddhism[halott link], Wisdom Publications, ISBN 0-86171-153-X
- Tantric Ethics: An Explanation of the Precepts for Buddhist Vajrayana Practice[halott link], Wisdom Publications, ISBN 0-86171-290-0
- The Great Exposition of Secret Mantra – Chapter 1 of 13, translated in Tantra in Tibet, Shambhala Publications, 1987, ISBN 978-0-93-793849-2
- The Great Exposition of Secret Mantra – Chapter 2 & 3 of 13, translated in Deity Yoga, Shambhala Publications, 1987, ISBN 978-0-93-793850-8
- The Great Exposition of Secret Mantra – Chapter 4 of 13, translated in Yoga Tantra, Shambhala Publications, 2012, ISBN 978-1-55-939898-5
- The Great Exposition of Secret Mantra – Chapter 11 & 12 of 13, translated in Great Treatise on the Stages of Mantra: Chapters XI–XII (The Creation Stage), Columbia University Press, 2013, ISBN 978-1-935011-01-9
- Brilliant Illumination of the Lamp of the Five Stages, Columbia University Press, 2011, ISBN 978-1-93-501100-2
- A Lamp to Illuminate the Five Stages, Library of Tibetan Classics, 2013, ISBN 0-86171-454-7
- The Six Yogas of Naropa: Tsongkhapa's Commentary, Snow Lion Publications, ISBN 1-55939-234-7
- The Splendor of an Autumn Moon: The Devotional Verse of Tsongkhapa[halott link] Wisdom Publications, ISBN 9780861711925
- Three Principal Aspects of the Path, Tharpa Publications
- Guided Tour Through the Seven Books of Dharmakirti, translated in A Millenium of Buddhist Logic, Motilal Barnasidass, 1999, ISBN 8-12081-646-3
- Ocean of Eloquence: Tsong Kha Pa’s Commentary on the Yogacara Doctrine of Mind, State University of New York Press, ISBN 0-7914-1479-5
- The Medium Treatise on the Stages of the Path to Enlightenment Archiválva 2013. december 15-i dátummal a Wayback Machine-ben (Calm Abiding Section) translated in B. Alan Wallace, Dissertation, 1995, (Wylie: byang chub lam gyi rim pa chung ba)
- Stairway to Nirvāṇa: A Study of the Twenty Saṃghas based on the works of Tsong-kha-pa, State University of New York Press, 2008, Apple, James B.
- Ethics of Tibet, Suny Press, 1991, ISBN 0-7914-0771-3
- Calming the Mind and Discerning the Real, Motilal Banarsidass, 1997, ISBN 8-1208-0648-4